# Saint-André (Savoie)
Saint-André ist eine Gemeinde in den Savoyen in Frankreich. Sie gehört zur Region Auvergne-Rhône-Alpes, zum Département Savoie, zum Arrondissement Saint-Jean-de-Maurienne und zum Kanton Modane. Sie grenzt im Nordwesten an Les Belleville mit Saint-Martin-de-Belleville (Berührungspunkt), im Norden und im Osten an Modane, im Südosten an Fourneaux und im Süden an Freney.

## Geschichte
Ein 700-m³-Felssturz ging am 27. August 2023 auf eine Schutzabdeckung der durch den Ort führenden Straße und auf die Bahnstrecke Culoz–Modane ab. Die darauf basierenden Verkehrsverbindungen zwischen Frankreich und Italien wurden daher gesperrt – der Straßenweg voraussichtlich „mindestens bis Mittwoch, 30. August“, der Schienenweg voraussichtlich ein Jahr.

## Bevölkerungsentwicklung

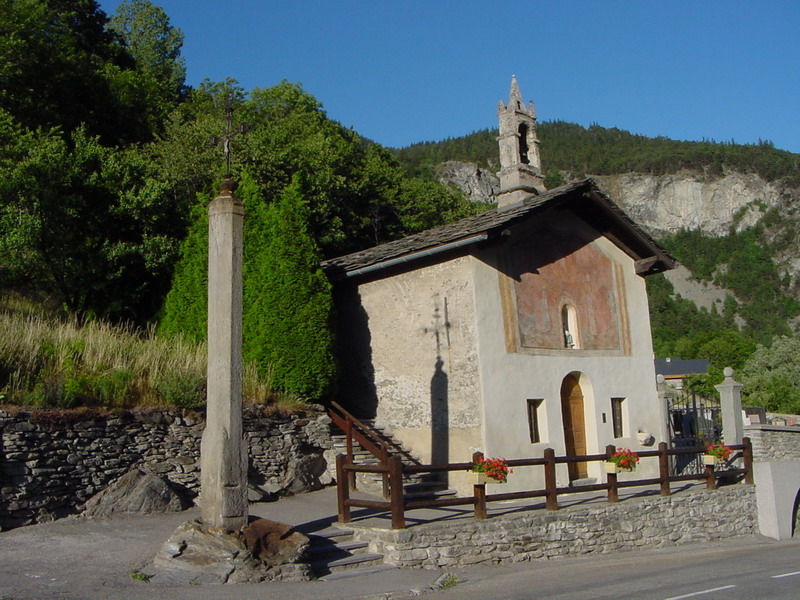
Kapelle Saint-André

| Jahr                       | 1962 | 1968 | 1975 | 1982 | 1990 | 1999 | 2008 | 2015 | 2021 |
| -------------------------- | ---- | ---- | ---- | ---- | ---- | ---- | ---- | ---- | ---- |
| Einwohner                  | 776  | 717  | 517  | 478  | 449  | 452  | 466  | 476  | 444  |
| Quellen: Cassini und INSEE |      |      |      |      |      |      |      |      |      |